# Oi Va Voi
Oi Va Voi — британская world music-группа, основанная в Лондоне в 2000 году. Звучание коллектива сочетает в себе элементы таких направлений, как рок-н-ролл, еврейская музыка, клезмер и другие.

## Состав

#### Текущие участники
- Джонатан «Джош» Бреслау — ударные, перкуссия, пост-обработка
- Стив Леви — вокал, кларнет
- Дейвид Орчант — труба
- Мэтт Жюри (бас-гитара)
- Майкл Вайнавер (гитара, вокал)

#### Сессионные участники
- Анна Фиби (скрипка)
- Люси Шоу (бас-гитара)
- Бриджит Амофа — вокал
- Элис Маклафлин — вокал

#### Бывшие участники
- Софи Соломон — аккордеон, клавишные, скрипка (покинула коллектив в 2006 ради сольной карьеры)
- Лемез Ловас — вокал, клавишные, труба (покинул коллектив в 2007)
- Ник Аммар — гитара (покинул коллектив в 2012 году, сосредоточившись на сольной карьере)
- Лео Брайант — бас-гитара

## Дискография
- 2002 — Digital Folklore
- 2003 — Laughter Through Tears
- 2007 — Oi Va Voi
- 2009 — Travelling the Face of the Globe
- 2018 — Memory Drop[3]